# Las Tunas (Kuba)
Las Tunas város Kubában, Havannától kb. 700 km-re; Las Tunas tartomány székhelye.
Az ország legnagyobb cukorfinomítói közül több itt található. A környező régiót főleg mezőgazdaság és cukornádtermesztés jellemzi.
Itt rendezik meg a Cucalambeana fesztivált, amely népszerűsíti az Afrikából és Haitiről származó folklór hagyományokat. Ez a kubai "Campesino" kultúra fő ünnepe.
A város építészetében eklektikus stílust tükröz. Az ónegyedben találhatók a kereskedelmi, szolgáltató és magánépületek.
Las Tunas eredete 1603-ra nyúlik vissza, de első temploma csak 1690-ben épült, melyet Szent Jeromos tiszteletére avattak fel. Várossá hivatalosan csak 1853-ban vált.

## Fordítás
- Ez a szócikk részben vagy egészben  a   Las Tunas (ciudad) című spanyol Wikipédia-szócikk fordításán alapul.  Az eredeti cikk szerkesztőit annak laptörténete sorolja fel. Ez a jelzés csupán a megfogalmazás eredetét és a szerzői jogokat jelzi, nem szolgál a cikkben szereplő információk forrásmegjelöléseként.